# Micro Sistemas
A revista Micro Sistemas foi a primeira publicação brasileira especializada em microcomputadores, tendo circulado entre Outubro de 1981 e meados de 1997 (edição 169). Inicialmente, foi publicada pela ATI Editora Ltda. e depois pela Enter Press Editorial Ltda.. A partir do nº 158, teve uma curta sobrevida através da PRB (Primeira Revista Brasileira) de Informática Editora Ltda.

## Linha editorial
Muitos de seus projetos editoriais tornaram-se clássicos na comunidade de programação, como o Micro Bug para a linha Sinclair, Aventuras na Selva (jogo que posteriormente tornou-se o famoso Amazônia - primeiro jogo comercial brasileiro), projeto PROKIT para MSX, Graphos III para PC etc.
Seu diferencial, em relação a todas as outras publicações, era o fato de tratar indistintamente os autores das matérias, que podiam ser desde profissionais conceituados do mercado, como simples usuários iniciantes. Além disso, foi praticamente a única publicação brasileira a abrir espaço para autores nacionais de software e em especial, de jogos para computador.

## Histórico

### A era Campos
A ideia para a Micro Sistemas surgiu da necessidade, detectada pelo empresário da área de informática Aldenor Campos, de desenvolver uma cultura local voltada para microcomputadores. Em 1980, estes equipamentos começavam a ser utilizados por pequenas e médias empresas, profissionais liberais e usuários domésticos, e Campos, que prestava serviços para o governo federal através de um birô de serviços, vislumbrou aí a possibilidade de entrar neste segmento de mercado como fabricante de equipamentos (através da empresa Del) e como representante comercial (através da Computique, a primeira "butique de computadores" do Brasil, no Rio de Janeiro). Todavia, não havia publicações especializadas em português voltadas para este mercado consumidor potencial, e Campos encarregou sua filha, Alda Campos (recém-formada em jornalismo e economia), de criar uma revista nos moldes das publicações importadas, que viesse preencher a lacuna e gerasse demanda para os produtos que ele esperava fabricar (e vender).
Do processo de criação da Micro Sistemas, participou o conceituado editor norte-americano Wayne Green, que atuou como consultor na fase inicial do projeto. Uma das sugestões de Green posteriormente adotadas pela direção da revista, foi a criação de um laboratório para testes de produtos de informática. Todavia, no início dos anos 1980 não era comum que os fabricantes cedessem produtos para análise (ou concordassem em trocá-los por espaço publicitário), e a Micro Sistemas teve muitas vezes que tirar dinheiro do próprio caixa para comprar alguns equipamentos.
Além dos gastos não-previstos, a Micro Sistemas enfrentou outros problemas financeiros sérios nesta fase inicial. As empresas de Aldenor Campos possuíam um caixa único, e não raramente, as receitas obtidas pela revista iam cobrir déficits da Del, cujo principal produto (um "clone" do Apple II, apresentado na Feira Internacional de Informática - SUCESU, em 1981) jamais saiu da fase de protótipo. Ainda pelo próprio pioneirismo, a revista enfrentou de início dificuldades com a venda de espaço publicitário. Os empresários contatados pareciam não acreditar muito no retorno de uma publicação voltada para um segmento tão específico de mercado e comandado por uma editora tão jovem (a própria Alda Campos). As dificuldades na distribuição através de bancas de jornal também eram costumeiras, e sua circulação fora do eixo Rio-São Paulo sempre foi limitada.
Felizmente para a Micro Sistemas, a receptividade entre os leitores sempre foi grande, particularmente pela decisão tomada por Alda Campos em cobrir todas as linhas de microcomputadores então existentes (Apple II, TRS-80 e Sinclair). Os leitores participavam ativamente da revista, escrevendo para a redação, enviando colaborações e fazendo críticas e sugestões. Um desses colaboradores assíduos, Renato Degiovani, acabaria por assumir um papel de destaque e chegou mesmo a comandar a revista durante quase 10 anos.
Alda Campos permaneceu na Micro Sistemas até Dezembro de 1986, quando despediu-se dos leitores num célebre editorial , publicado na edição 63 da revista.

### A era Degiovani
Como outros profissionais que passaram pela Micro Sistemas, Renato Degiovani começou na qualidade de simples colaborador, enviando cartas com críticas, sugestões e listagens de programas desenvolvidos por ele para a redação da revista. Alda Campos gostou da ideia de dar um destaque maior aos jogos de computador e convidou Degiovani para desenvolver algo especificamente para a revista. Foi assim que surgiu Aeroporto 83, segundo Degiovani, "o primeiro jogo brasileiro escrito em código de máquina", publicado na edição 22 (Julho de 1983), seguido pelo grande sucesso Aventuras na Selva, na edição 23.
Com o passar do tempo, Degiovani acabou se tornando membro permanente da equipe técnica da revista. Seu relacionamento profissional com Alda Campos, porém, como relatou a própria numa entrevista em 2002, começou a sofrer atritos. Não havia espaço para ambos na mesma redação e com a saída da fundadora, em 1986, ele se tornou rapidamente o mentor dos rumos da revista. Alda Campos ainda havia emplacado sua antiga colaboradora Graça Santana como Editora a partir do número 64, mas ela só permaneceu no cargo até a edição 71. A partir da edição 72, Degiovani, já então surgindo nos créditos da revista como Diretor-Técnico, colocou alguém de sua confiança no posto: Lúcia Cabral (até então responsável pelo CPD da Micro Sistemas).
Em sua longa gestão à frente da publicação, Degiovani sempre privilegiou o desenvolvimento de jogos e temas correlatos, como computação gráfica. Pioneiro no ramo (ele montou o primeiro curso de criação de jogos no Brasil, em 1984), foi o responsável por grandes sucessos, ainda hoje lembrados pelos fãs, como o jogo "Amazônia" (também o primeiro jogo nacional a ter uma embalagem projetada especialmente para ele, como já era comum nos produtos importados).
A Micro Sistemas entrou nos anos 1990 numa curva descendente, tanto por conta da redução de opções nas linhas de microcomputadores populares (apenas os clones do IBM-PC e seus descendentes sobreviveram - e estes eram então encarados como máquinas comerciais, não de diversão) quanto pela ascensão da Internet, que determinou a extinção de um grande número de revistas de informática (mesmo daquelas que traziam CD-ROMs de brinde, como apontou Degiovani em entrevista ao sítio Superdownloads). Em Novembro de 1995, mesmo prometendo novidades para os próximos meses, ele saiu definitivamente da revista que havia ajudado a desenvolver.

### Salmos e Provérbios
Em sua agonia, a Micro Sistemas experimentou mudanças bruscas no comando editorial - mais um sintoma de que a crise se agravava. A edição 155 (Dez.95/Jan.96) trouxe Antonio Marcelo como Editor-Geral; na edição 157, a Enter Press deixou de ser a responsável pela publicação da revista. Marcelo perderia o posto na edição 158, sendo substituído no número seguinte pelo Editor-Adjunto, Magno Barreto. É nesse número 158, aliás, que um colaborador, Ricardo Flores, começa sua ascensão dentro da redação; é também nesta mesma edição que a "MS" começa a publicar trechos da Bíblia na página de créditos, provavelmente um reflexo das dificuldades enfrentadas pela empresa, já praticamente sem equipe própria de criação e tendo muitas de suas capas elaboradas pelo próprio Diretor, Marcelo Zóchio.
O primeiro provérbio, publicado na edição 158, dizia: "Confia teus negócios ao Senhor e teus planos terão bom êxito" (Provérbios 16:3). Na edição de 15 anos de aniversário, a 160, Ricardo Flores torna-se Editor, e a revista ensaia reverter a crise. Tanto que na edição 161, é anunciada a criação da página da "MS" na Internet (www.egeria.com.br/webmall/microsistemas), a "Micro Sistemas Net". Todavia, o esforço parece ter sido em vão e após um último salmo ("Em silêncio abandona-te ao Senhor, põe tua esperança Nele", Salmos 36:7), Ricardo Flores desaparece das páginas da revista. O número 168 registra Júlio M. F. Santos como Editor e a edição seguinte, tendo na capa uma matéria sobre DirectX foi a última a ser publicada - sem salmos, nem provérbios.